# Grand Rapids Football Club
Grand Rapids FC é um clube americano  de futebol com sede em Grand Rapids, Michigan, cuja equipe masculina adulta joga na USL League Two . A equipe foi fundada em 2014 e sua primeira temporada foi em 2015. Inicialmente, foi financiado por um grupo de apoiadores que compraram associações para cobrir as despesas operacionais, bem como por patrocinadores locais. 

## História
Grand Rapids FC (GRFC) foi iniciado por um grupo de residentes de Grand Rapids como um projeto financiado pela comunidade nos moldes do Nashville FC .  A arrecadação de recursos começou no dia 14 de fevereiro de 2014, pelo boca a boca, e foi aberta ao público um mês depois. A equipe se inscreveu na National Premier Soccer League para a temporada de 2015, mas sua inscrição foi negada.  Em vez disso, GRFC e AFC Ann Arbor (também negou uma oferta da NPSL em 2015) fundaram a Great Lakes Premier League .  A nova liga realizou sua reunião inaugural em 17 de janeiro de 2015, com seis equipes.
Após uma temporada de 2015 em que o GRFC terminou em segundo lugar, com uma média de 4.509torcedores por jogo, a equipe anunciou em 25 de setembro de 2015 que deixaria a Great Lakes Premier League para ingressar na National Premier Soccer League . 
A temporada de 2016 o clube terminou em primeiro lugar na conferência Great Lakes West e qualificação para os playoffs ao vencer o AFC Ann Arbor em uma vitória por 3-1 diante de um recorde do clube de 6.854 espectadores. O clube chegou à final dos playoffs Regional e venceu o Indy Eleven NPSL diante de um recorde de público de 6.912, qualificando a equipe para a US Open Cup de 2017. No dia seguinte, o GRFC perdeu contra o AFC Cleveland, campeão da NPSL de 2016, nos pênaltis.
Em 1º de novembro de 2016, o clube anunciou a criação de um clube feminino para disputar a United Women's Soccer .  A equipe feminina joga na Grandville High School em Grandville, Michigan. O Grand Rapids FC (feminino) ganhou o United Women's Soccer Championship 2017 em sua temporada inaugural. 
Em 5 de dezembro de 2019, foi anunciado que o clube passaria da NPSL para a USL League Two . Também durante este tempo, o time feminino mudou de nome para Midwest United FC. 

## Estádio

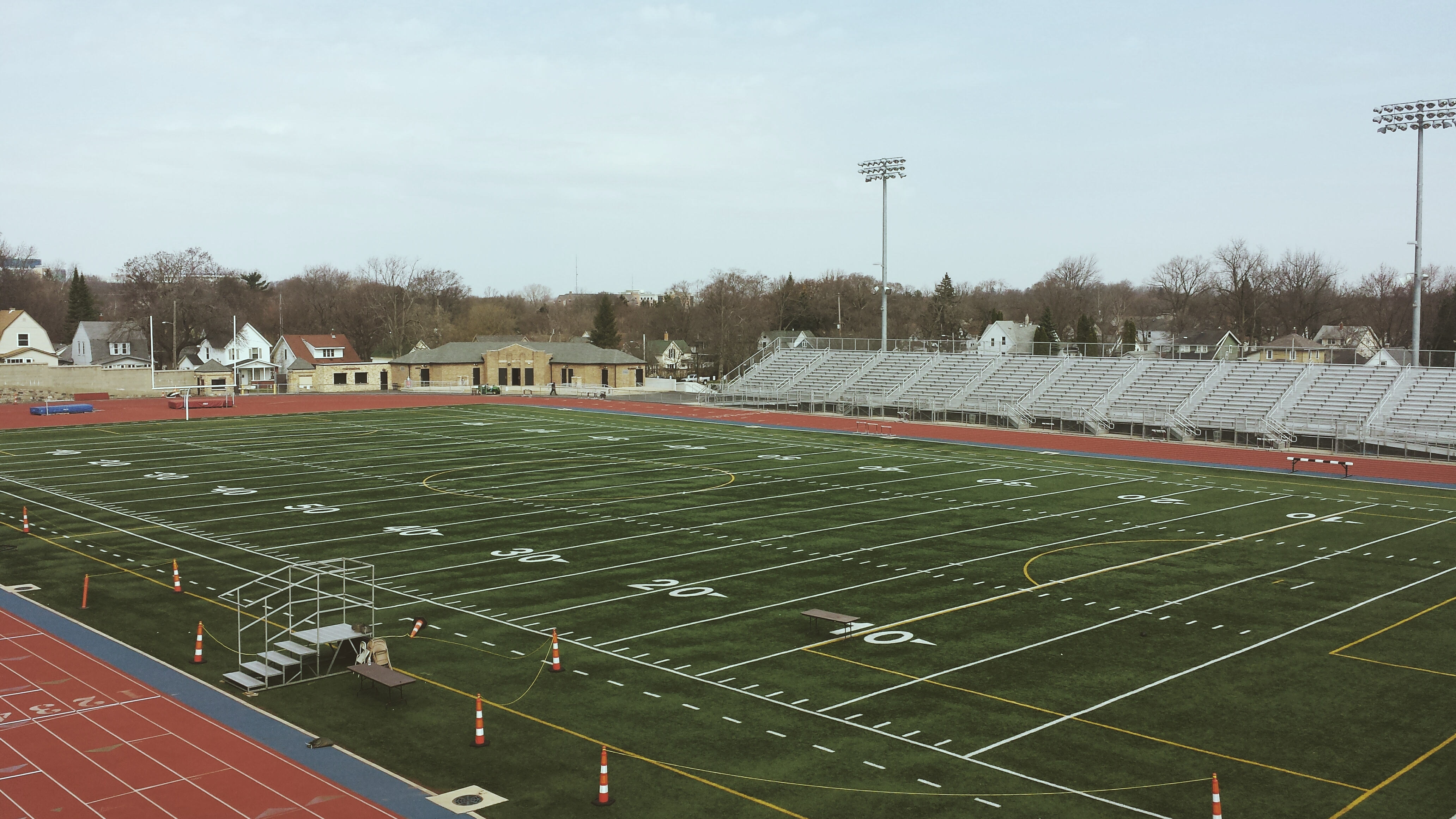
Houseman Field

O Houseman Field no bairro de Midtown em Grand Rapids tem sido o campo principal desde o início do clube.  

### Recorde de público
- 6.912 - 22 de julho de 2016, vs Indy Eleven NPSL (dois jogos)
- 6.854 - 8 de julho de 2016, vs AFC Ann Arbor (recorde de jogo único)

## Títulos
National Premier Soccer League
- Conferência Grandes Lagos Oeste : 2016

Competições menores
- West Michigan Community Cup : 2020

## Cultura do clube

### Torcedores
The Grand Army é o grupo de torcedores do Grand Rapids FC.  A partir de 2015, todas as festividades pré-jogo foram realizadas no Bob's Bar e uma passeata conduzida pelo bairro de Midtown.  Em junho de 2015, um fanzine intitulado What if it Rains começou a ser publicado.  O nome da revista referia-se a uma das razões pelas quais o NPSL originalmente recusou a inscrição do clube e celebrou o apoio massivo do clube.